# Kruklin (jezioro)
Kruklin – jezioro w zlewni Węgorapy, w gminie Giżycko, powiat giżycki, województwo warmińsko-mazurskie.
Jezioro typu leszczowego (rybacka klasyfikacja jezior). Ma powierzchnię 360 ha, w tym 5,6 ha wysp. Długość wynosi 4,95 km, maksymalna szerokość 1,4 km, przy maksymalnej głębokości 25,1 m. Lustro wody wyniesione jest 120 m n.p.m.
W południowo-zachodniej części do jeziora wpływa strumień z Jeziora Kożuchowskiego, wypływa rzeka Sapina, łącząc Kruklin z jeziorem Gołdopiwo. Powierzchnia jeziora została w sposób sztuczny zmniejszona przez człowieka. Na południe znajduje się miejscowość Kruklin, a na zachód Kożuchy Wielkie.
Pod dnem, w spągu osadów holoceńskich odkryto resztki powalonego i zatopionego lasu sosnowego z okresu Allerodu. Kilkadziesiąt wydobytych pni wydatowano metodą dendrochronologiczną na 11 390 ± 210 lat BP (przed rokiem 1950).